# Contis

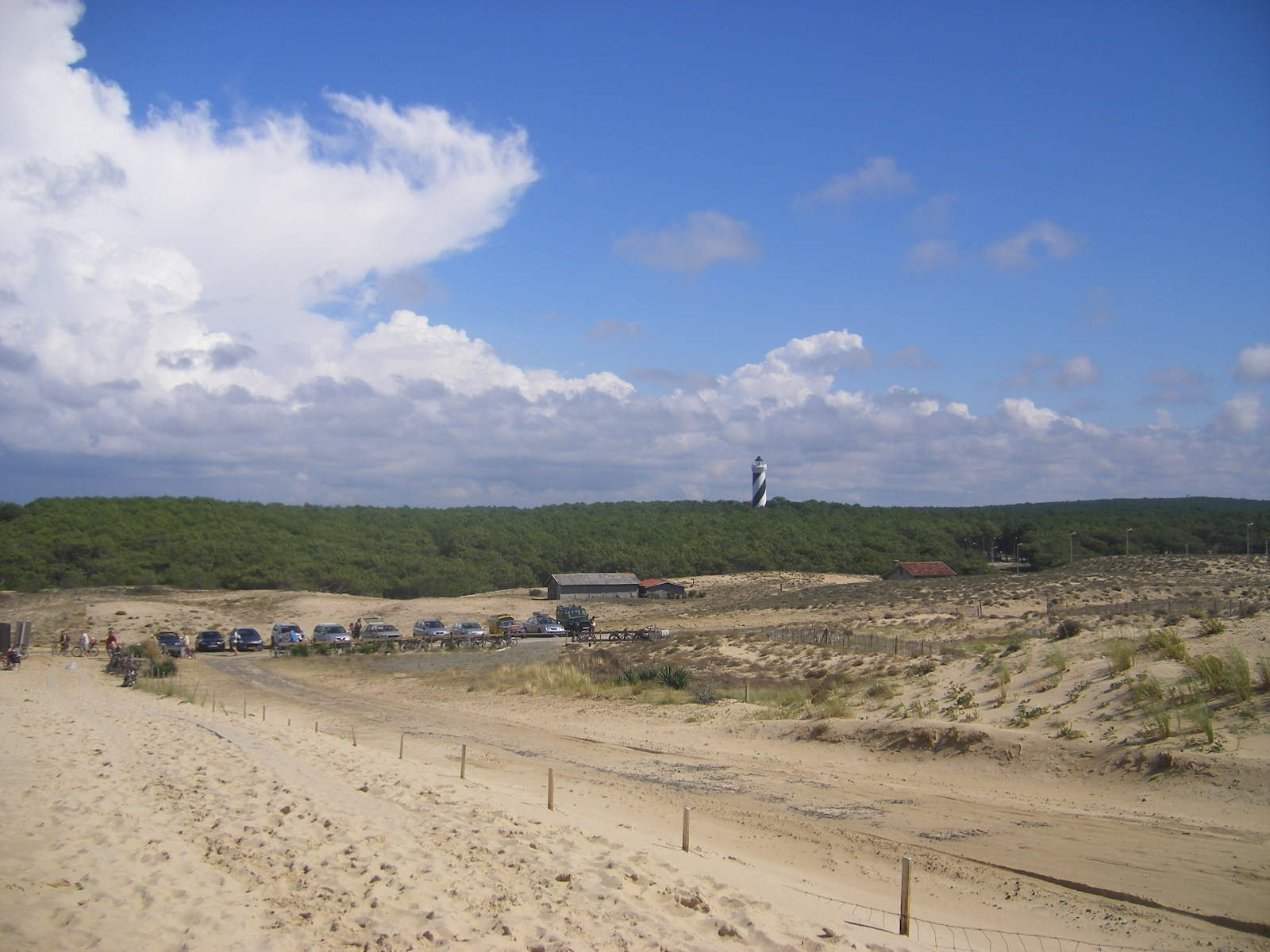
Playa de Contis, con el faro al fondo.

Contis es un pueblo costero perteneciente a la comuna francesa de Saint-Julien-en-Born, en el departamento de las Landas, en el suroeste de Francia. Bañado por las aguas del océano Atlántico, tiene una extensa playa denominada playa de Contis o Contis les Bains.

## Descripción general
La amplia playa de arena fina es popular entre bañistas, nadadores y surfistas. Un punto de referencia local es el faro de Contis, construcción de 38 m de altura y 192 escalones con una característico diseño. Pintado de blanco, con una franja oscura en espiral, se le conoce popularmente como el azucarero. Es el único faro desde las costas de Capbreton hasta las de Cap Ferret.
El pueblo de Contis también dispone de comercios y servicios que satisfacen las necesidades de los veraneantes.
La serie dramática de televisión francesa La Dernière Vague se filmó alrededor de Contis, haciendo uso del característico faro.

## Lugares y monumentos
La antigua aduana, reconvertida en biblioteca, guarda la estética original y domina la desembocadura de la llamada Corriente de Contis. Por su parte, el cine de Contis está clasificado como de arte y ensayo.

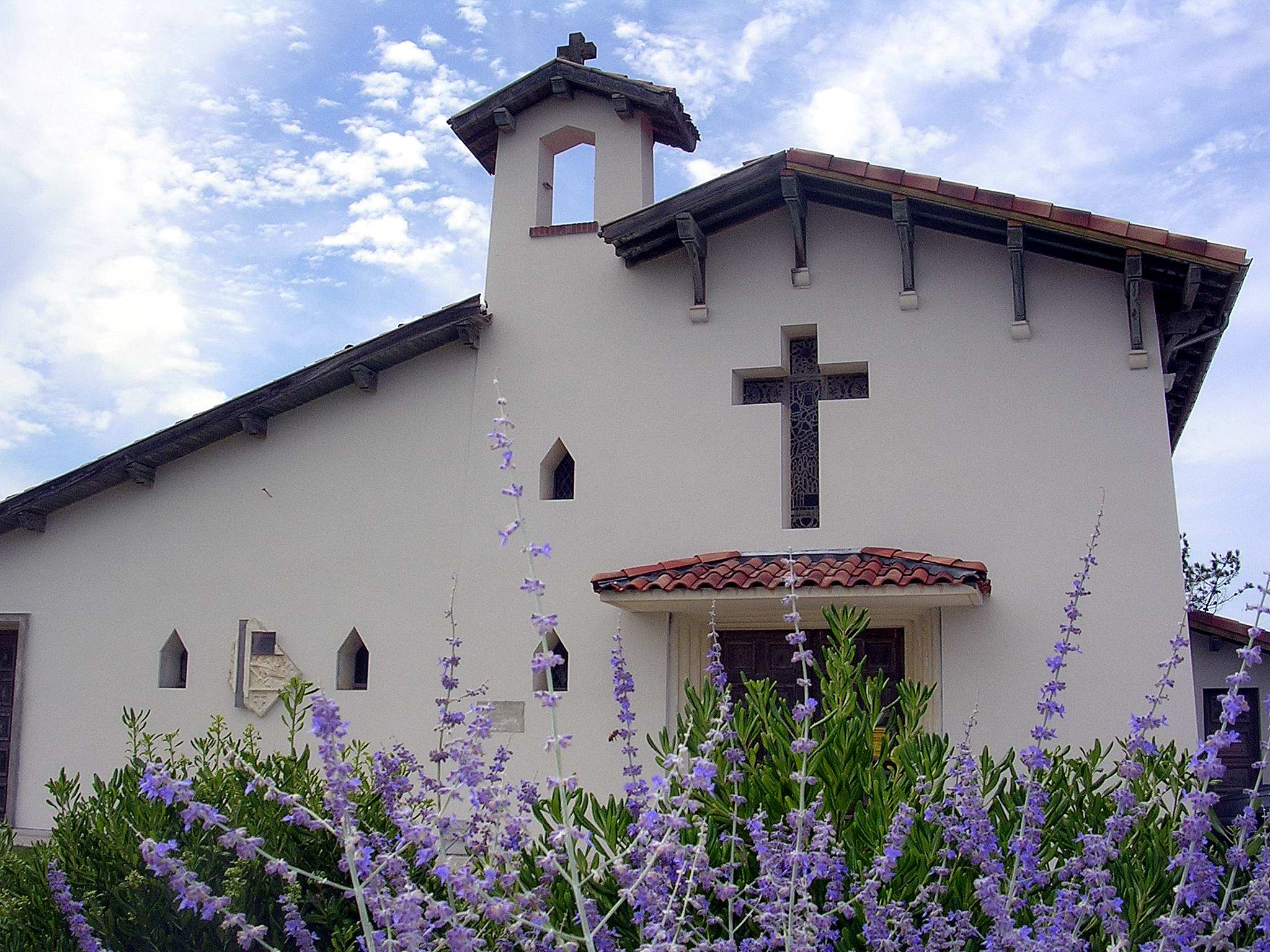
Iglesia de Sainte-Madeleine de Contis
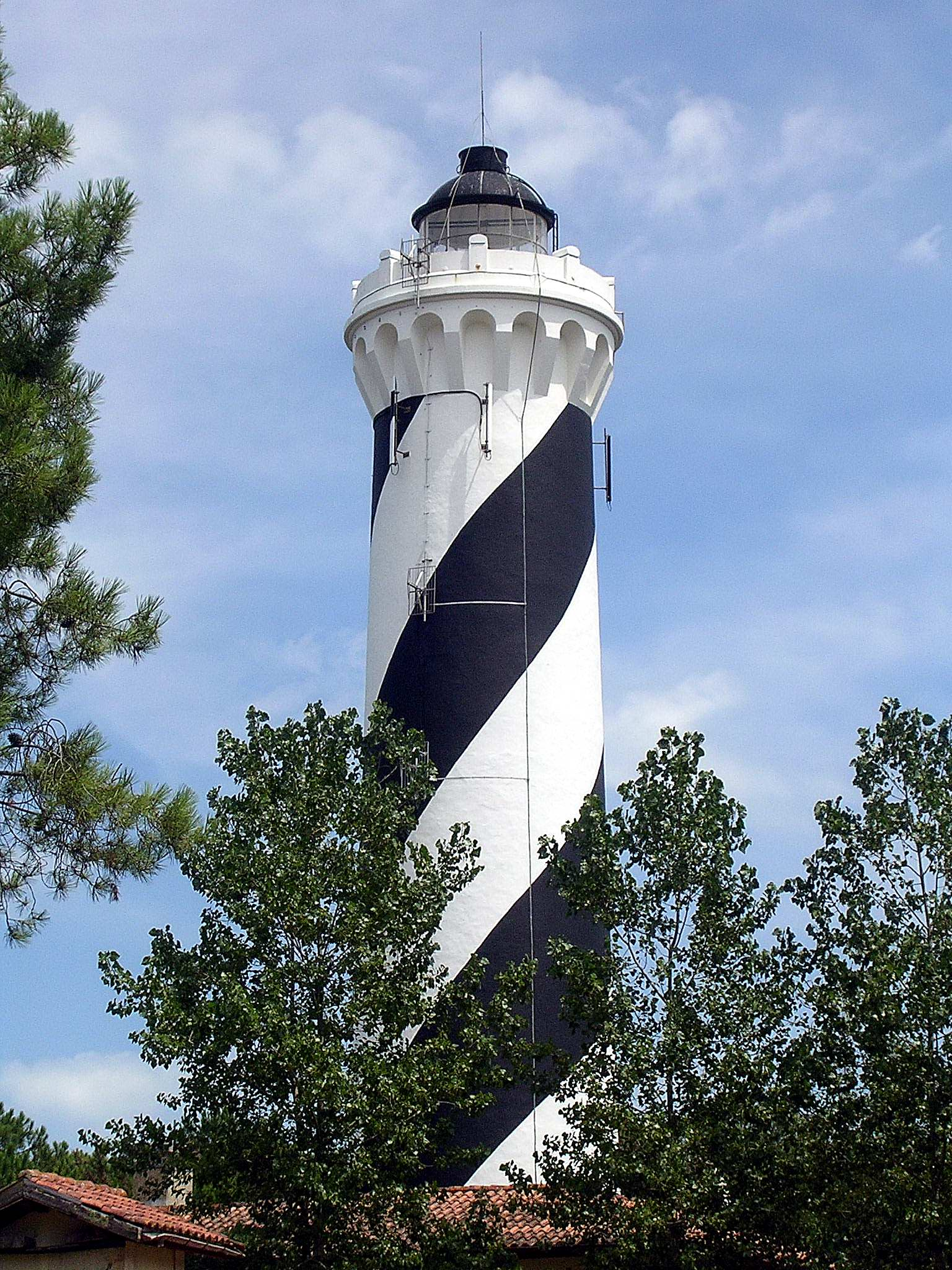
Faro de Contis
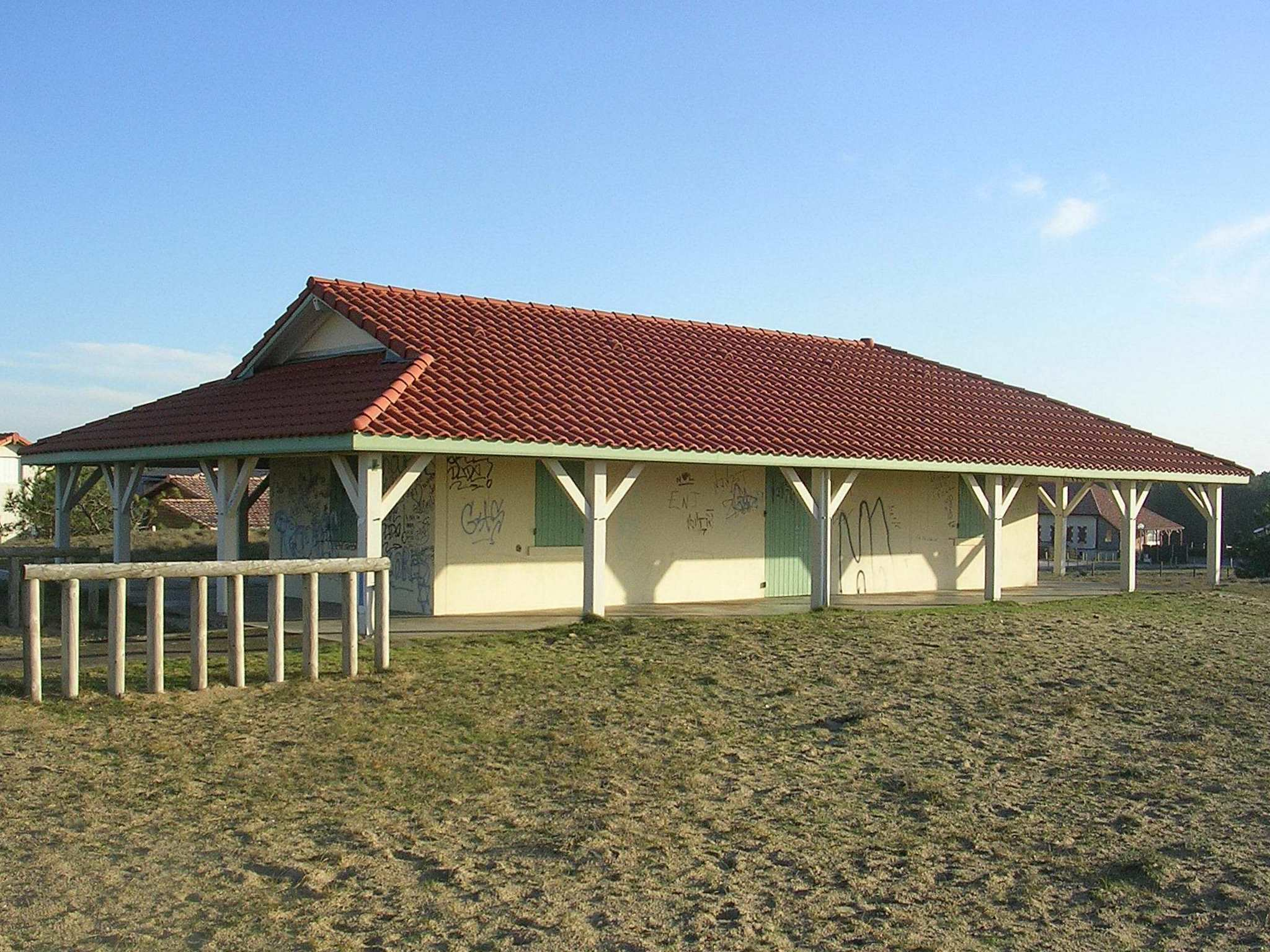
Antigua aduana
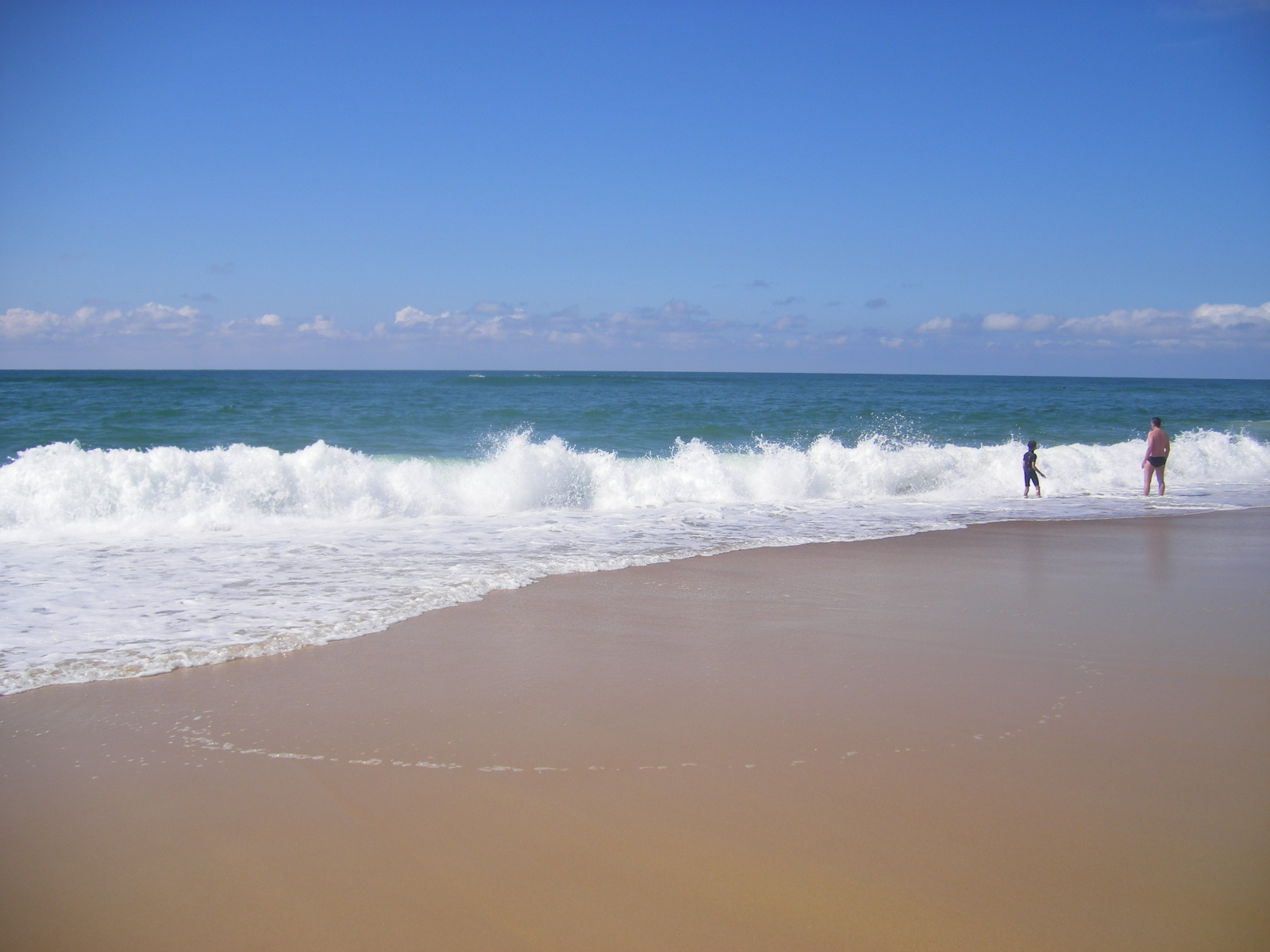
Playa de Contis